# Дарби-Доумен, Пол
Пол Дарби-Доумен (англ. Paul Darby-Dowman; род. 25 ноября 1977, Чертси) — британский гребец-байдарочник, выступал за сборную Великобритании во второй половине 1990-х — первой половине 2000-х годов. Участник трёх летних Олимпийских игр, бронзовый призёр чемпионата Европы, победитель многих регат национального и международного значения.

## Биография
Пол Дарби-Доумен родился 25 ноября 1977 года в городе Чертси графства Суррей. Активно заниматься греблей начал с раннего детства, проходил подготовку в Вейбридже, состоял в местном каноэ-клубе «Элмбридж».
Уже в возрасте восемнадцати лет отобрался на летние Олимпийские игры 1996 года в Атланте — в паре с партнёром по команде Грейсоном Борном участвовал в зачёте двухместных экипажей на дистанции 1000 метров, однако сумел дойти лишь до стадии полуфиналов, где финишировал девятым. Спустя четыре года благодаря череде удачных выступлений удостоился права защищать честь страны на Олимпийских играх 2000 года в Сиднее — на сей раз стартовал в двойках вместе с напарником Россом Саббёртоном, но тоже большого успеха не имел, на пятистах метрах занял в полуфинале седьмое место, тогда как на тысяче метрах стал в полуфинальном заезде пятым.
В 2004 году Дарби-Доумен побывал на чемпионате Европы в польской Познани, откуда привёз награду бронзового достоинства, выигранную в зачёте двухместных байдарок на дистанции 1000 метров — в финале его обошли только экипажи из Норвегии и Испании. Будучи одним из лидеров гребной команды Великобритании, благополучно прошёл квалификацию на Олимпийские игры в Афинах — совместно с Ианом Уинном в двойках на тысяче метрах добрался до финальной стадии турнира и показал в решающем заезде седьмой результат. Вскоре по окончании этих соревнований принял решение завершить карьеру профессионального спортсмена, уступив место в сборной молодым британским гребцам.